# Knut Wolfgang Maron

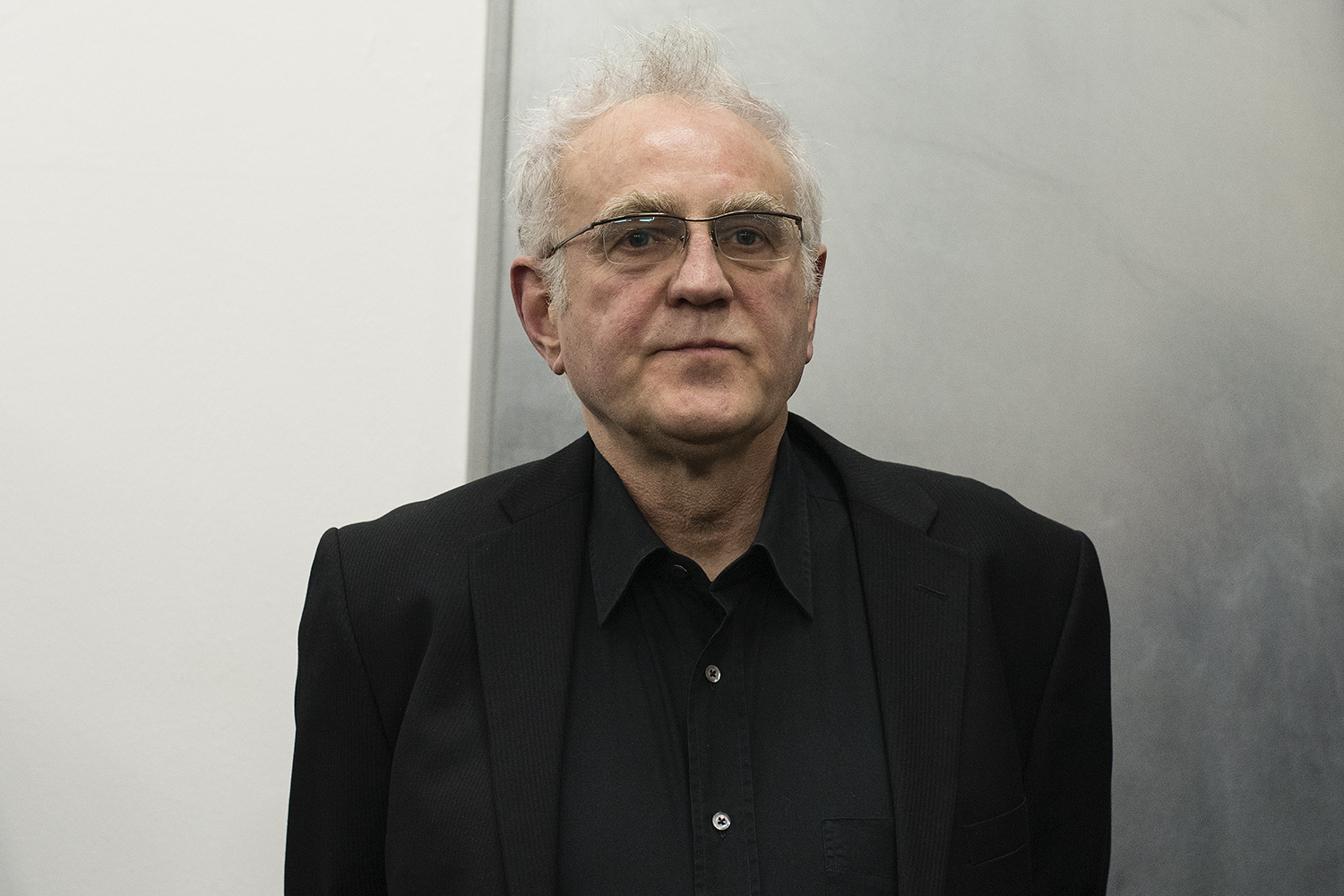
Knut Wolfgang Maron, 2016

Knut Wolfgang Maron  (* 29. Dezember 1954 in Bonn) ist ein deutscher Fotokünstler und Professor für experimentelle Fotografie an der Hochschule Wismar.

## Leben und Wirken
Maron absolvierte ab 1973 eine Ausbildung zum Fotografen bei Gerhard Sachsse (1920–1998) in Bonn und besuchte ab 1976 die Glasfachschule Rheinbach. Von 1977 bis 1983 studierte er an der Folkwangschule in Essen in der Klasse Otto Steinert und Erich vom Endt und schloss mit einem Diplom in visueller Kommunikation ab. Durch Otto Steinert ist er der Subjektiven Fotografie verbunden. In den 1980er Jahren lebte er für einige Jahre in Paris.
Seit 1993 ist er Professor für experimentelle Fotografie an der Hochschule Wismar, Fachbereich Design/Innenarchitektur (ehem. Außenstelle Heiligendamm), von 1996 bis 1998 war er dort Dekan.
Erste Farbarbeiten Marons von 1979 stellte Ute Eskildsen 1981 im Museum Folkwang aus. Maron erhielt 1993 den Leopold Godowsky Jr. Award für Farbfotografie des Photographic Recource Centers, Boston. Werke Marons sind in den Sammlungen im Museum Folkwang, Essen, im Museum Ludwig, Köln, in der Sammlung des Landes NRW, im Staatlichen Museum Schwerin, in der Staatsgalerie Stuttgart, dem Maison européenne de la photographie, Paris, und der Bibliothèque nationale de France, Paris, vertreten.

## Ausstellungen (Auswahl)

### Einzelausstellungen
- 2003: Knut Wolfgang Maron – Fotografien. Die Drei Werkgruppen 1980–2003. Galerie der Stadt Remscheid
- 2010: Musée de l’Image, Épinal
- 2012–2013 Ein Leben. Kunsthalle Erfurt, Kunstmuseum Mülheim an der Ruhr, Staatlichen Museum Schwerin,[5] White Box, New York (Wanderausstellung)[6]
- 2016: Knut Wolfgang Maron. Ein Leben (im Rahmen des Jahresthemas Die Stilllegung der Zeit -Photographische Positionen zum Phänomen Zeit)
- 2021: Bilder über Landschaften. SX-70 Polaroids 1978-2021. Alfred Ehrhardt Stiftung, Berlin

### Gruppenausstellungen
- 1982: Junge deutsche Fotografen. Galerie Rudolf Kicken, Köln
- 1986: Dix Photographes pour Demain. Galerie Colbert der Bibliothèque Nationale, Paris
- 1992: Kunst nach 1945 – Fotografie. Kornelimünster/Aachen
- 1997: 13 Positionen zur zeitgenössischen Fotografie in Deutschland. Staatliches Museum Schwerin
- 2002: Life of the City. Museum of Modern Art, New York City
- 2008: Absage an die Wirklichkeit. Kunsthalle Erfurt
- 2009: Werkzeuge des Leben. Kunstverein Regensburg
- 2010: Internationale Triennale der Fotografie, Trier
- 2014: Topf und Deckel – Kunst und Küche. Kunstmuseum Villa Zanders, Bergisch Gladbach

## Veröffentlichungen
- Bilder über Landschaften. Knut Wolfgang Maron. Ausstellung vom 19. September bis 19. Oktober 1991, Stadtmuseum Siegburg. Rheinlandia-Verlag, Siegburg 1991, ISBN 3-925551-26-3.
- Des paysages des animaux. Des hommes et des choses. 1980–1994. École des Beaux-Arts, Metz 1995. (Ausstellungskatalog: 15. Februar – 19. März 1995, École des Beaux-Arts de Metz. 10. Juni – 13. Juli 1995, Kunsthalle Kühlungsborn)
- Ein Leben. Kerber, Heidelberg 2012, ISBN 978-3-86678-737-7.
- Bilder über Landschaften. SX-70 Polaroids 1978-2021. Verlag Kettler, 2021, ISBN 9783862069378